# مامادو ديارا (لاعب كرة قدم)
مامادو ديارا (بالفرنسية: Mamadou Diarra)‏ هو لاعب كرة قدم سنغالي في مركز الهجوم، ولد في 18 أكتوبر 1970 في السنغال. لعب مع أولمبيك تشارلروا.